# Саманья-веданта
Сама́нья-веда́нта Упаниша́ды (санскр. सामान्य वेदान्त उपनिषद् IAST: sāmānya-vedānta-upaniṣad) — 21 Упанишада, которые принято считать ведантическими. Являются частью канона муктика, состоящего из 108 Упанишад. Саманья-веданта Упанишады принимаются всеми школами веданты как священные писания категории шрути не принадлежащие исключительно к какой-либо определённой школе в индуизме (вайшнавизм, шиваизм, йога, шактизм, смартизм). Каждая из Саманья-веданта Упанишад ассоциируется с одной из Вед:
1. Каушитаки-упанишада (Риг-веда)
2. Субала-упанишада (Шукла Яджур-веда)
3. Мантрика-упанишада (Шукла Яджур-веда)
4. Сарвасара-упанишада (Кришна Яджур-веда)
5. Нираламба-упанишада (Шукла Яджур-веда)
6. Шукарахасья-упанишада (Кришна Яджур-веда)
7. Ваджрасучи-упанишада (Сама-веда)
8. Атмабодха-упанишада (Риг-веда)
9. Сканда-упанишада (Кришна Яджур-веда)
10. Мудгала-упанишада (Риг-веда)
11. Пайнгала-упанишада (Шукла Яджур-веда)
12. Махад-упанишада (Сама-веда)
13. Шарирака-упанишада (Кришна Яджур-веда)
14. Экакшара-упанишада (Кришна Яджур-веда)
15. Сурья-упанишада (Атхарва-веда)
16. Акши-упанишада (Кришна Яджур-веда)
17. Адхьятма-упанишада (Шукла Яджур-веда)
18. Савитри-упанишада (Сама-веда)
19. Атма-упанишада (Атхарва-веда)
20. Пранагнихотра-упанишада (Кришна Яджур-веда)
21. Муктика-упанишада (Шукла Яджур-веда)